# Changfa (köping i Kina, Heilongjiang)
Changfa (kinesiska: 长发, 长发镇) är en köping i Kina. Den ligger i provinsen Heilongjiang, i den nordöstra delen av landet, omkring 310 kilometer nordväst om provinshuvudstaden Harbin.
Genomsnittlig årsnederbörd är 763 millimeter. Den regnigaste månaden är juli, med i genomsnitt 247 mm nederbörd, och den torraste är januari, med 8 mm nederbörd.